# Szamszong állomás (2-es metró)
Szamszong (Samseong) állomás a szöuli metró 2-es vonalának állomása, mely Kangnam-ku (Gangnam-gu) kerületben található.

## Viszonylatok
| 2-es vonal                                | 2-es vonal | 2-es vonal                                                            |
| ----------------------------------------- | ---------- | --------------------------------------------------------------------- |
| Sportcsarnok (külső oldal) Városháza felé | fő vonal   | Szollung (Seolleung) (belső oldal) Cshungdzsongno (Chungjeongno) felé |